# ژورنال مطالعات فلسطین
ژورنال مطالعات فلسطین یک مجلهٔ علمی سه ماه‌نامه کارشناسی شده است که در سال ۱۹۷۱ تأسیس شد. این ژورنال توسط انتشارات دانشگاه کالیفرنیا به نمایندگی از مؤسسه‌ی مطالعات فلسطین به انتشار می‌رسد و سردبیر آن رشید خالدی (دانشگاه کلمبیا) است. این مجله امور فلسطین و درگیری‌های اعراب و اسرائیل را پوشش می‌دهد.

## چکیده و نمایه سازی
این مجله در اسکوپوس و فهرست استنادی علوم اجتماعی چکیده و نمایه می‌شود. طبق گزارش‌های استنادی مجلات، ضریب تأثیر این ژورنال در سال ۲۰۱۷ برابر ۰٫۱۷۹ است.